# 航位推算法
航位推算法（英語：Dead reckoning，簡稱 DR）是利用已知位置，結合移動速度跟方位，來推算出現有位置的過程。傳統上的航海，現代則的惯性导航系统都應用航位推算法來找出位置。
航位推算法的缺點是，因為新的位置是用之前的位置推導出來，在過程中的誤差值會被累加，因此它的錯誤率會隨著時間而成長。